# Хасан, Рои
Рои Хасан (р. 9 апреля 1983) — израильский поэт. Активный член групп Арспоэтика и Гарила Тарбут.
Лауреат приза Бернштейн 2015 года за дебютный сборник стихов. Его стихи выражают гнев против «Ашкеназской гегемонии», олигархии, кибуцев, и жителей северного Тель-Авива.
Публикуется в Хаарец и в Йедиот Тикшорет.
Один из самых обсуждаемых поэтов.
Начинал свою деятельность как публикациями в местных газетах «йедиот тикшорет». Играл в панк-группах и хип-хоп группе.